# Madonna col Bambino tra i santi Giovanni Battista e Caterina d'Alessandria
La Madonna col Bambino tra i santi Giovanni Battista e Caterina d'Alessandria è un dipinto a olio su tavola (81x63 cm) di Pietro Perugino, databile al 1500 circa e conservata nel Louvre a Parigi.

## Descrizione e stile
L'opera è stata tratta da un cartone usato per varie Madonne, tra cui quella del Kunsthistorisches Museum, con poche varianti.
Su uno sfondo scuro la Madonna tiene in braccio il Bambino, con lo sguardo girato di lato e assorto in una silenziosa contemplazione. Il Bambino è in posizione benedicente, ma anche lui evita lo sguardo dello spettatore, che è guardato invece da santa Caterina d'Alessandria a destra, vestita di un ricchissimo abito e reggente in mano la palma del martirio. A sinistra si trova invece san Giovanni Battista che prega rivolto al bambino.
La scena è impostata secondo uno schema pacato e piacevole, ordinato dalle regole della simmetria e delle rispondenze ritmiche, come si nota nelle inclinazioni delle teste. Il volto della Madonna è tipico della produzione matura del pittore: raffigura infatti una donna semplice e severa di età più avanzata, modellato sull'effigie di sua moglie Chiara Fancelli, al posto dell'elegante e raffinata giovinetta delle opere più giovanili; ciò dopotutto era anche più in linea con il clima spirituale savonaroliano, allora molto sentito a Firenze. Ne sono altri esempi la Madonna di Francoforte, oltre a quella già citata a Vienna.

## Altre immagini

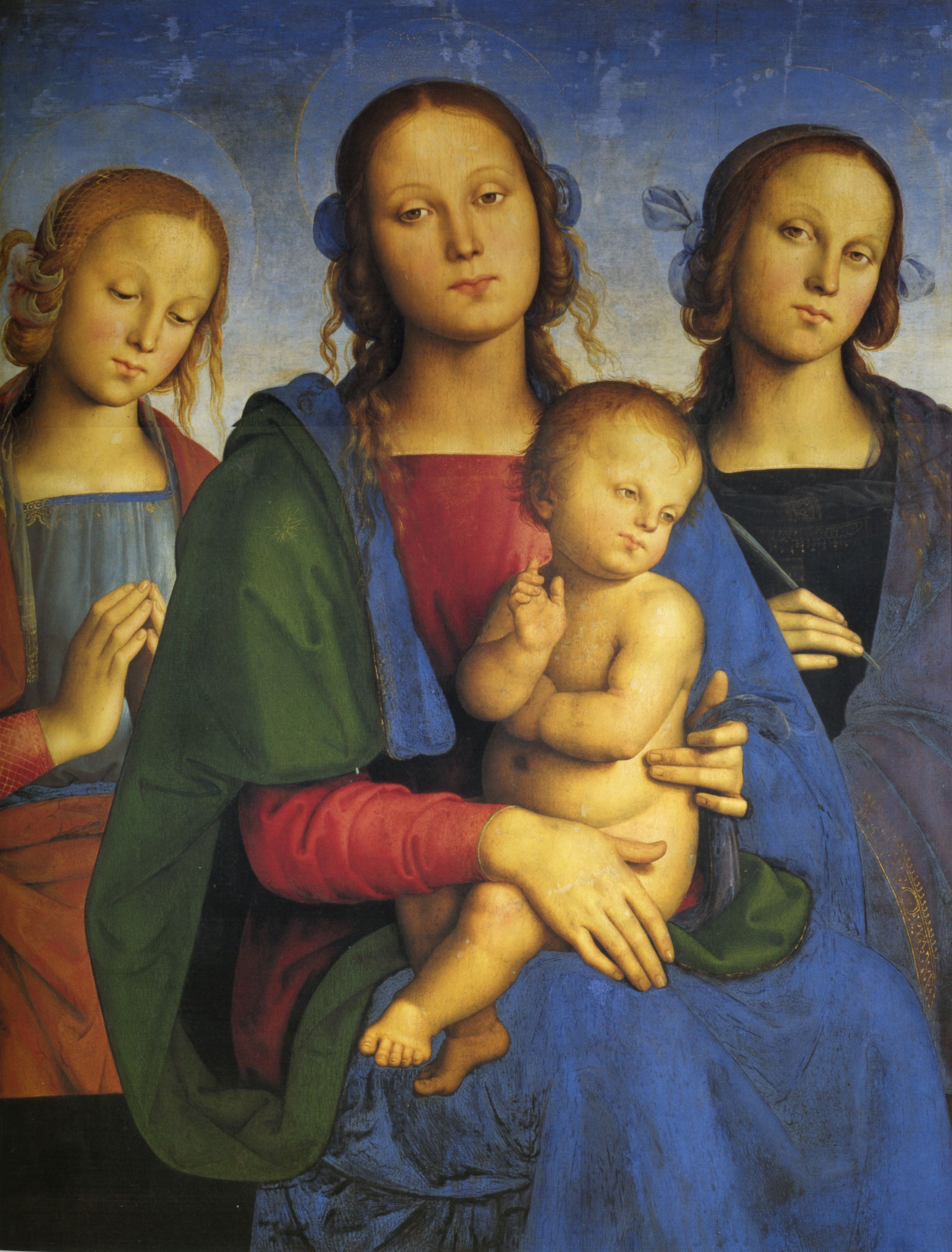
Madonna di Vienna
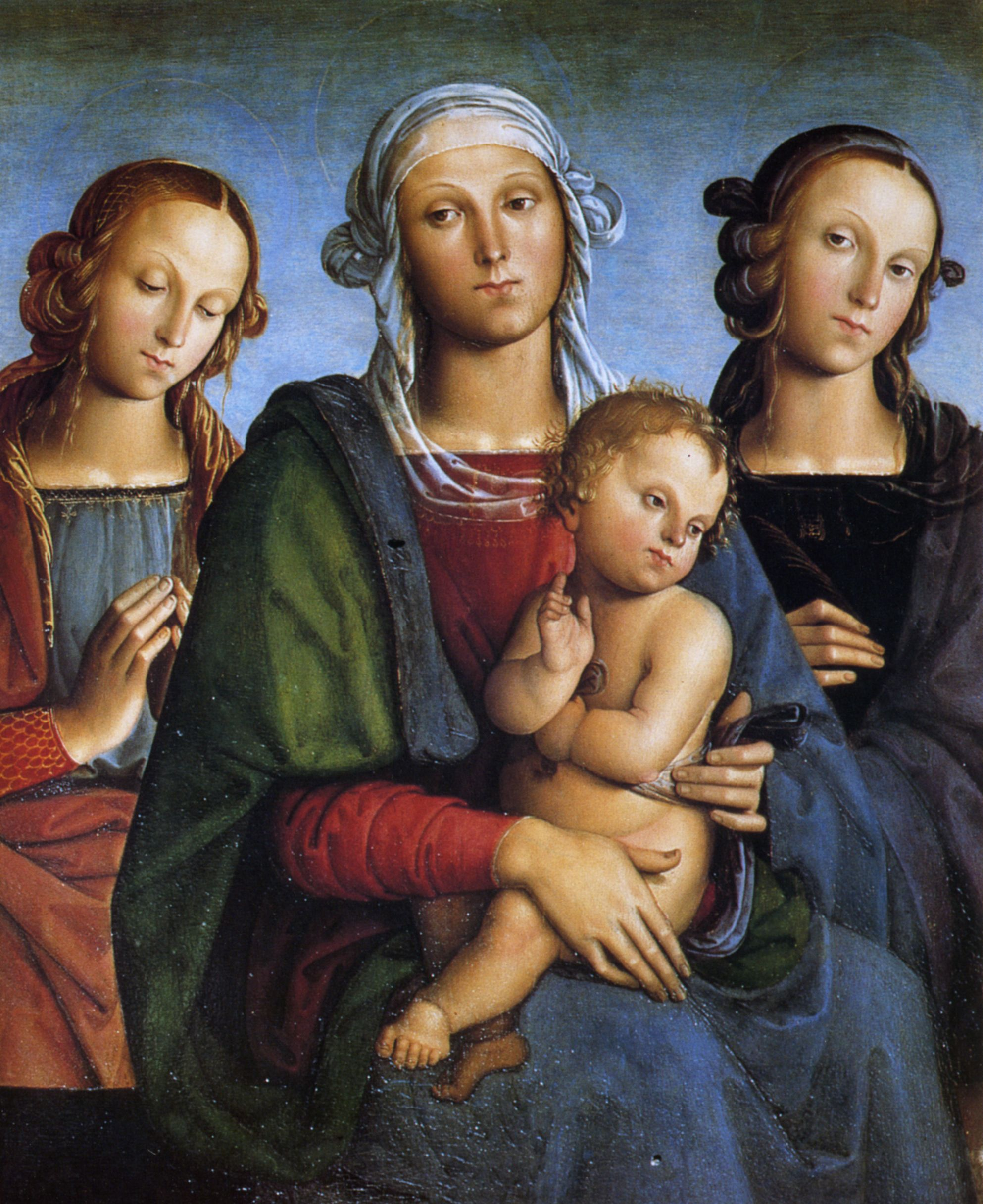
La copia di Firenze
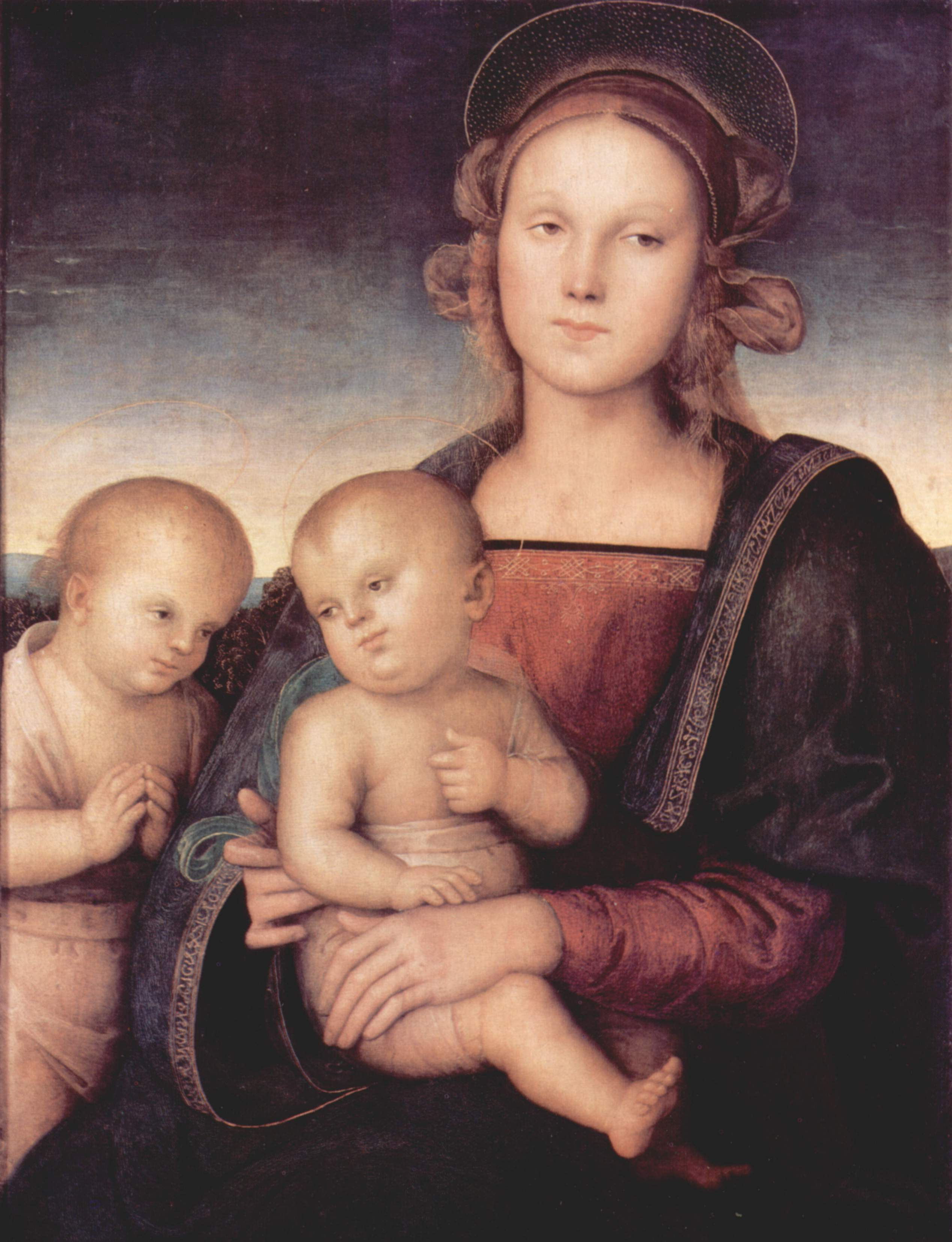
Madonna di Francoforte